# Agostino Aldi
Agostino Aldi (Mantova, 26 novembre 1860 – Trento, 4 dicembre 1939) è stato un pittore italiano.

## Biografia
Figlio di Maria Viterbi Raimondi e di Felice Aldi, nacque a Mantova, e venne iniziato all’arte pittorica da suo padre, pittore non particolarmente conosciuto e apprezzato. In seguito all’esordio di successo in qualità di scenografo presso la Scala di Milano e il San Carlo di Napoli, si trasferì in Trentino nel 1890 dove vi risiedette per tutta la durata della sua vita fatta eccezione per brevi interruzioni, e dove ebbe come maestro Luigi Spreafico di Galbiate.
Il 22 marzo 1907 si spense la prima moglie, Marianna Bracchi, e lo stesso anno, il 26 ottobre, Agostino Aldi si unì in matrimonio con Fede Luigia Faustina Villotti, nata il 25 febbraio 1890 a Vigo Meano, dalla quale ebbe tre figli: Maria Paola Giulia (1908), Enrico Agostino Felice (1911) e Pietro Pio Luigi (1913). Successivamente quest’ultimi due aiutarono il padre negli ultimi anni della sua vita per quanto concerne il suo lavoro di pittore, dato che le richieste ricevute si fecero sempre più pressanti.
Un incontro significativo si ebbe con don Giuseppe Calcari, delegato vescovile e docente di religione presso il Collegio Arcivescovile Diocesano, che costituì una guida appassionata e competente per il pittore. Calcari consigliò all'artista le tematiche bibliche, in particolar modo quelle evangelico-teologiche e le scelte dei Santi con particolare attenzione a Maria Santissima, e a tutti quelli che interpretano e accentuano tematiche specifiche; le figure santificate più umili, nelle opere dell’artista, si caratterizzano per una maggiore importanza a loro attribuita sia come qualità di rappresentazione, sia come quantità di richiamo.
Nella produzione artistica del pittore si può riconoscere una certa inclinazione pedagogica ove i dipinti risultano essere una efficace “biblia pauperum”, ovvero una spiegazione riuscita di determinati testi o passi della Bibbia.

## Tecnica e stile
Agostino Aldi fece parte di quel gruppo di decoratori che, tra il XIX e XX secolo sino alla seconda guerra mondiale, si occuparono di rinnovare l’apparato estetico di decine di chiese localizzate nel Trentino; un’opera collettiva che in parte non sopravvive, sia per un cambio del gusto sia per un pregiudizio che la segna come pitture “accademiche” e “oleografiche”.
I suoi dipinti sono eseguiti o con la tecnica dell’affresco e con olio su tela o a tempera, un’arte caratterizzata da una pennellata semplice, immediata; egli realizzò anche quadri e pale d’altare, ma è la decorazione parietale quella in cui Agostino Aldi si cimentò maggiormente, riuscendo a concludere circa trenta campagne ornamentali in un quarantennio.
Fu un artista richiesto anche per la sua capacità di adattarsi alle decorazioni già presenti e allo stile complessivo caratterizzante le chiese in cui è chiamato ad operare. Il modello a cui fece maggiormente riferimento è quello settecentesco, da segnalare la presenza anche dell’esotismo di alcune ambientazioni, che risale a un immaginario più contemporaneo ispirato dalla sua esperienza di scenografo teatrale.

## Opere
Le decorazioni e i dipinti attribuiti a Agostino Aldi ammontano a circa 740, distribuiti in 64 edifici di culto. Di seguito sono elencati i più significativi, divisi per edificio seguendo un ordine alfabetico.
Chiesa di San Bartolomeo (Ledro-Tiarno di Sotto
- Decorazione della volta della cappella battesimale, si tratta di un’allegoria di Africa, America, Europa, Asia, 1890[9].
- Rappresentazione della scena dell’Annunciazione, i soggetti sono Maria e l’angelo Gabriele, localizzata nell’arco santo, tempera  su muro, 1897[10].
- Decorazione riguardante la figura di Cristo risorto che appare alla Madonna, presente sempre nell’arco santo, eseguita con la tempera, 1914[11].
- Decorazioni nelle tre campate del soffitto dedicate al mistero della Santissima Trinità, realizzata su muro con la tempera, 1914[12].
- Immagine dell’immacolata concezione, i protagonisti sono San Michele Arcangelo, San Bartolomeo, Beato Pio IX e gli angeli, osservabile nel catino absidale, 1914[13].

Chiesa di San Floriano (Susà di Pergine)
- Rappresentazione della Colomba dello Spirito Santo su muro eseguita utilizzando la tempera, 1925-1926[14].
- Decorazione pittorica della volta del presbiterio: raffigurazione di Dio, di un angelo con scettro, globo e corona, e di un altro angelo con giglio e corona di rose, sempre eseguita con la tempera, 1925-1926[14].
- Decorazione pittorica del catino absidale: la scena presenta Gesù Cristo, la colomba dello Spirito Santo, un bue e un’aquila che simboleggiano rispettivamente San Luca Evangelista e San Giovanni evangelista, presenti anche un angelo (San Matteo evangelista) e un leone (San Marco evangelista), 1925-1926[14].

Chiesa di San Martino (Pilcante – Ala)
- Decorazione pittorica della navata su muro eseguita utilizzando la tempera, 1930[15].

Chiesa di Sant’Angela Merici (Ledro – Tiarno di Sotto)
- Dipinto raffigurante S. Angela Merici avente una visione della scala celeste: sono presenti diverse figure tra cui angeli, vergini, e la sorella defunta, realizzata con la tempera, trova posizione nella parete destra, 1920[16].
- Dipinto che rappresenta S. Angela Merici accolta in paradiso da Gesù Cristo, insieme a vergini e angeli, utilizzata la tempera, localizzata nel soffitto del presbiterio, 1920[16].
- Sempre nella parete destra e sempre realizzato con la tempera, trova spazio la raffigurazione della Santa in visita a Papa Clemente VII per chiedere il riconoscimento della Compagnia delle Dimesse di Sant’Orsola, 1920[16].
- Scena della protagonista che istruisce delle giovani donne povere, sulla parete sinistra, 1920[16].

Chiesa di Santa Caterina (Castagné Pergine)
- Rappresentazione della Via Crucis e delle sue 14 Stazioni, pittura ad olio su tela, 1929[17].

Chiesa Santa Maria del Carmine (Rovereto)
- Rappresentazione della Trinità in gloria: si osservano degli angeli, Sant’Antonio da Padova e San Francesco d’Assisi in preghiera davanti al Crocefisso,1919[16].